# Assassinio di William McKinley
L'assassinio di William McKinley, 25º presidente degli Stati Uniti d'America, avvenne il 6 settembre 1901 nel corso dell'Esposizione panamericana che si stava svolgendo all'interno del "Tempio della musica" di Buffalo, inaugurata il 1º maggio; McKinley stava stringendo calorosamente la mano al pubblico presente quando un giovane anarchico di origini polacche, Leon Czolgosz, gli si avvicinò improvvisamente esplodendogli a bruciapelo due colpi di rivoltella nell'addome. McKinley morì pochi giorni dopo, il 14 settembre, a causa della gangrena provocata dalle ferite dell'arma da fuoco. Fu il terzo presidente degli Stati Uniti ucciso mentre era in carica, dopo Abraham Lincoln nel 1865 e James A. Garfield nel 1881, entrambi, come McKinley, esponenti del Partito Repubblicano.
McKinley era stato riconfermato per un secondo mandato alle elezioni presidenziali del 1900. Gli piaceva incontrare i sostenitori durante gli incontri ufficiali ed era riluttante ad accettare la scorta di sicurezza disponibile per il suo ufficio; il segretario personale George Bruce Cortelyou, temendo che potesse avere luogo un tentativo di aggressione proprio in quell'occasione, cancellò il programma per due volte. Il presidente lo ripristinò in entrambi i casi.
L'aggressore, dopo aver perduto il proprio impiego durante la crisi economica seguita al panico del 1893, si volse sempre più in direzione dell'ideologia anarchica, una corrente politica implicata in recenti omicidi di capi di Stato. Czolgosz si convinse nel corso del tempo che fosse proprio dovere di anarchico quello di uccidere McKinley, simbolo dell'oppressione condotta dal capitalismo contro il proletariato. Impossibilitato ad avvicinarsi al presidente durante l'inizio della visita, riuscì a sparargli mentre questi stava salutando i convenuti all'ingresso dell'edificio principale; la prima pallottola sfiorò solamente il presidente, mentre la successiva gli entrò direttamente nell'addome: non fu mai estratta. Inizialmente McKinley sembrò riprendersi, ma le sue condizioni si aggravarono di colpo il giorno 13; la ferita era entrata in gangrena. McKinley morì all'alba del giorno seguente.
Come vuole la prassi in caso di decesso del presidente, a McKinley succedette il vicepresidente in carica, Theodore Roosevelt. Il colpevole fu catturato, processato, condannato alla pena di morte mediante sedia elettrica e giustiziato il 29 ottobre 1901; il Congresso dovette approvare una legge che incaricava ufficialmente lo United States Secret Service della responsabilità di proteggere tutti i futuri presidenti.

## Il contesto storico
McKinley era stato eletto presidente vincendo le elezioni presidenziali del 1896, nel pieno di una grave depressione economica successiva al panico del 1893, sconfiggendo il candidato del Partito Democratico William Jennings Bryan. McKinley si propose di guidare la nazione alla riconquista della prosperità; in seguito alla guerra ispano-americana del 1898 gli Stati Uniti presero possesso di Porto Rico e dell'arcipelago delle Filippine, colonie di un impero spagnolo oramai in irreversibile declino.

Confermato con un'ampia maggioranza nel 1900, in una riedizione dello scontro con Bryan, secondo l'opinione dello storico Eric Rauchway "sembrava che l'amministrazione McKinley dovesse continuare ininterrotta per altri quattro anni con estrema facilità, dedicata interamente al ritorno del benessere e della crescita finanziaria". Il vicepresidente durante il primo mandato, Garret Hobart, morì nel 1899 e McKinley lasciò scegliere il proprio vice alla Convenzione nazionale repubblicana tenutasi dal 18 al 21 giugno 1900. Il capo repubblicano di New York, il senatore Thomas C. Platt, intravide l'opportunità di scalzare il governatore di New York, l'ex sottosegretario del Dipartimento della Marina Theodore Roosevelt, facendolo diventare vicepresidente; spinse così in maniera decisiva per la sua nomina. Roosevelt accettò e risultò eletto il 6 novembre di quell'anno.

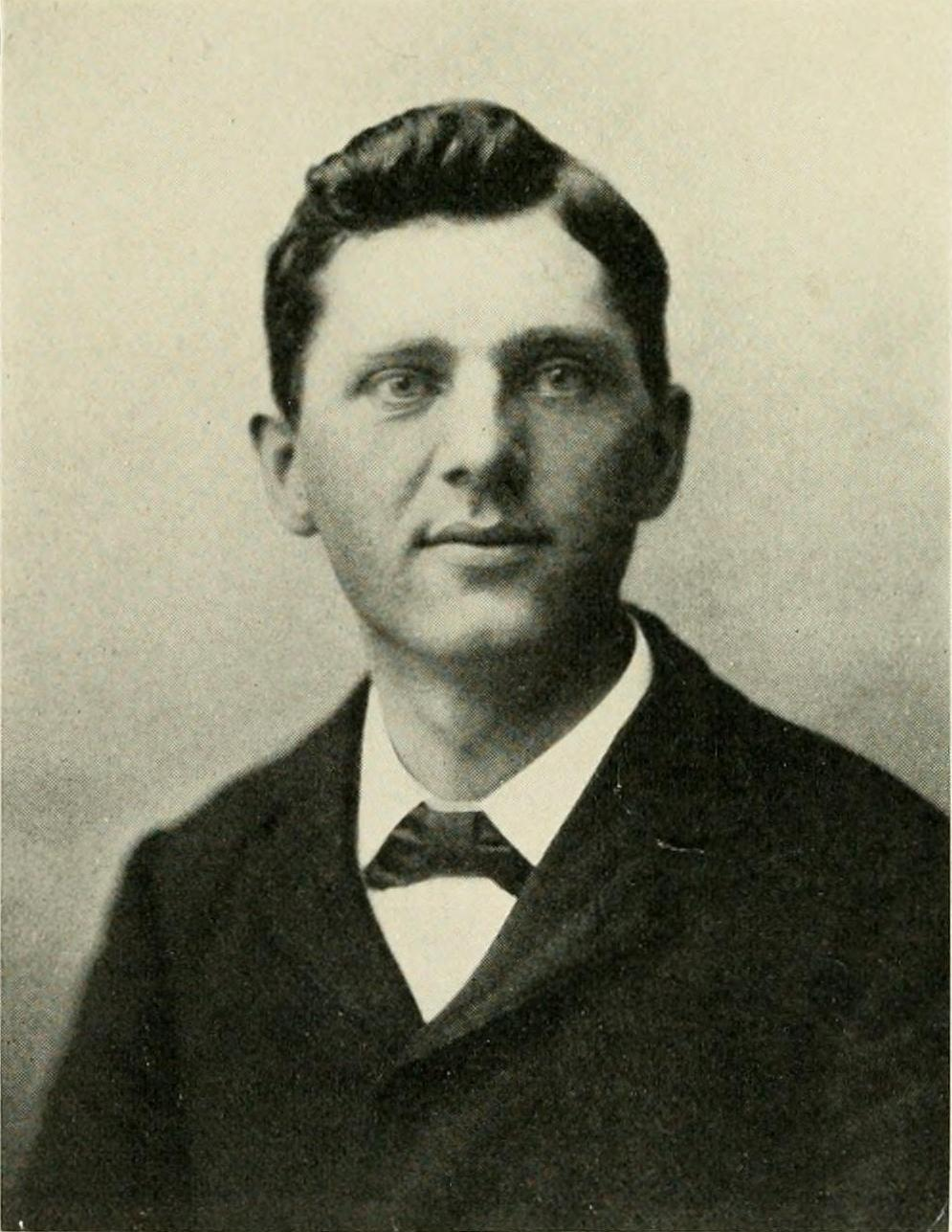
Leon Czolgosz nel 1900 circa

Leon Czolgosz, l’attentatore, nacque a Detroit nel 1873, figlio di immigrati polacchi. La famiglia fu obbligata a trasferirsi più volte per seguire il padre Paul alla ricerca di un impiego in tutti gli Stati Uniti medio-occidentali. Leon lavorò in una fabbrica di Cleveland fino al momento in cui venne licenziato a causa di una controversia sorta nel 1893; successivamente trovò solo lavori saltuari e partecipò a varie riunioni sia di stampo politico che religioso, cercando di comprendere le ragioni della turbolenza economica di quel periodo. Iniziò così ad interessarsi dell'anarchismo.
Nel 1901 il movimento era talmente temuto negli Stati Uniti da indurre la Corte d'appello dello Stato di New York a stabilire che l'atto di identificarsi come anarchico davanti ad un pubblico equivaleva ad una palese violazione della "pace sociale". Gli anarchici si erano già fatti conoscere in Europa uccidendo o tentando di uccidere un buon numero di funzionari e membri delle case reali (gli ultimi in ordine di tempo erano stati Elisabetta di Baviera nel 1898 e Umberto I di Savoia nel 1900, entrambi assassinati da due italiani); erano risultati inoltre responsabili della rivolta di Haymarket del 1886, avvenuta a Chicago.
Già due presidenti, entrambi repubblicani, erano stati vittime di omicidio nel corso del XIX secolo: Lincoln nel 1865 e Garfield nel 1881; ma anche considerando questi precedenti McKinley non amò mai che il personale di sicurezza si intromettesse tra lui e i cittadini. Quando risiedette nella sua città natale, Canton nell'Ohio, ebbe modo di frequentare la chiesa e il quartiere degli affari completamente privo di una scorta; anche a Washington continuò a viaggiare in carrozza senza alcuna guardia del corpo che lo accompagnasse.

## La visita presidenziale

### Progetti e arrivo
McKinley tenne il discorso d'inaugurazione per il suo secondo mandato il 4 marzo 1901. Avendo passato la gran parte del tempo a sostenere il protezionismo e credendo che la legge Dingley, approvata nel 1897, avesse aiutato la nazione a entrare in una nuova fase di prosperità, intese negoziare accordi commerciali bilaterali con altri paesi. Ciò avrebbe permesso l'apertura dei mercati esteri ai produttori statunitensi che avevano dominato il mercato interno grazie alle alte tariffe daziarie ma che cercavano nel contempo di espandersi. Durante un lungo viaggio previsto per i mesi successivi al reinsediamento, era intenzionato a dare grandi comizi che promuovessero questo piano; ciò avrebbe dovuto culminare proprio con una visita all'Esposizione panamericana il 13 giugno.
Il presidente, la moglie Ida McKinley e lo staff del partito Repubblicano partirono da Washington il 29 aprile per un giro della nazione in treno, con la previsione di concluderlo a Buffalo con un discorso in quello che era già stato designato come il "Giorno del presidente"; incontrò la popolazione e diede ricevimenti in tutto il West, che non aveva ancor mai avuto l'occasione di ospitare un Presidente degli Stati Uniti. Quando giunsero in California, però, la first lady cadde gravemente malata, tanto che per un breve lasso di tempo si disperò di poterla salvare; invece riprese le forze a San Francisco, ma oramai il marito aveva fatto annullare il resto del giro e pertanto tornarono nella capitale. Il discorso programmato che si sarebbe dovuto tenere all'Esposizione fu ripetutamente rinviato fino al 5 settembre, dopo che McKinley aveva trascorso alcune settimane alla Casa Bianca e due mesi a Canton. Qui lavorò alla preparazione del suo discorso, mentre passò il resto del tempo a controllare i miglioramenti da apportare alla propria abitazione; aveva l'intenzione di rimanere a Canton almeno fino ad ottobre.
Czolgosz ricominciò a vivere nella fattoria dei genitori nei pressi di Cleveland a partire dal 1898; il lavoro continuò a scarseggiare e questo fatto forse avrebbe potuto essere la causa di un crollo nervoso. È noto che assistette ad un comizio di Emma Goldman tenutosi a Cleveland nel maggio del 1901; si avvicinò a lei prima che iniziasse il suo discorso chiedendole di consigliargli dei testi sulla storia dell'anarchismo ed ella s'impegnò a farlo. Goldman non avrebbe in quell'occasione incitato alla violenza, espresse altresì tutta la propria comprensione nei riguardi di coloro che la utilizzavano. In seguito Czolgosz confessò che le parole espresse durante quel discorso ebbero una forte influenza su di lui e che gli bruciarono dentro la testa. Andò a trovarla nella sua casa di Chicago nel mese di luglio, proprio mentre ella stava per partire con la figlia verso Buffalo per visitare la fiera; i due anarchici si recarono assieme alla stazione ferroviaria. Goldman espresse la propria preoccupazione ad un altro radicale sul fatto che Czolgosz (che stava intanto usando lo pseudonimo di "Fred Nieman") la stesse pedinando; poco dopo, apparentemente questi se ne andò da Chicago. William Arntz, guardiano di un parco cittadino di Canton, dichiarò di aver veduto un uomo somigliante a Czolgosz verso giugno-luglio, nel periodo in cui vi risiedeva il presidente e a volte aveva l'abitudine di passeggiare tra i giardini. Czolgosz avrebbe avuto con sé due fucili e quando Arntz gli ricordò che le armi da fuoco non erano permesse al di fuori del poligono del parco, egli rispose in malo modo. Arntz andò a riferire tutto alla polizia che però non riuscì a rintracciare l'intruso.
Verso la fine dell'estate Czolgosz si trasferì a Buffalo e le ragioni di questo spostamento rimangono sconosciute. Il giornalista Scott Miller ha ipotizzato che avrebbe scelto quella città a causa del gran numero di polacchi ivi residenti. Comunque sia si mise a pensione nel sobborgo di West Seneca ove trascorse gran parte del proprio tempo a leggere; ripartì poi per Cleveland anche se rimane incerto quello che effettivamente vi fece. Si diresse quindi a Chicago e fu qui che lesse in una nota di giornale della visita imminente del presidente a Buffalo. Tornò velocemente indietro, ancora incerto sul da farsi; in un primo momento desiderò solamente essere accanto all'uomo che secondo lui incarnava l'ingiustizia.
Martedì 3 settembre l'idea omicida entrò con forza nella sua mente, come ebbe poi modo di dichiarare alla polizia: "era nel mio cuore, non c'era più scampo per me. Non avrei potuto uscirne se non mettendo la mia stessa vita in gioco. Martedì ci sono state migliaia di persone in città. Ho sentito che era il giorno del Presidente. Tutte quelle persone sembravano inchinarsi al grande governante. Ho predisposto un piano per uccidere quel tiranno". Quello stesso giorno si recò al negozio di ferramenta di Walbridge sulla Main Street di Buffalo e acquistò un revolver "Iver Johnson" calibro .32; non aveva ancora le idee molto chiare su come poter riuscire a commettere l'omicidio.

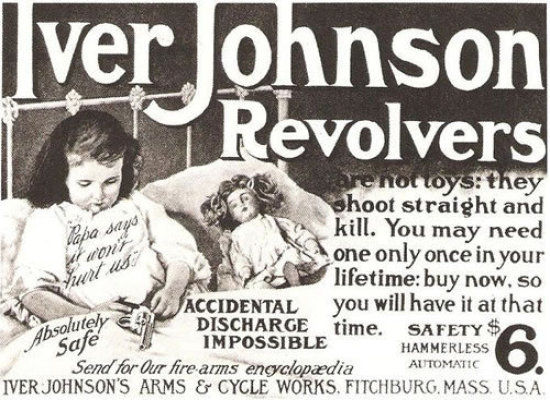
La pubblicità della rivoltella "Iver Johnson" afferma di essere talmente sicura da poter rimanere tranquillamente tra le mani dei bambini

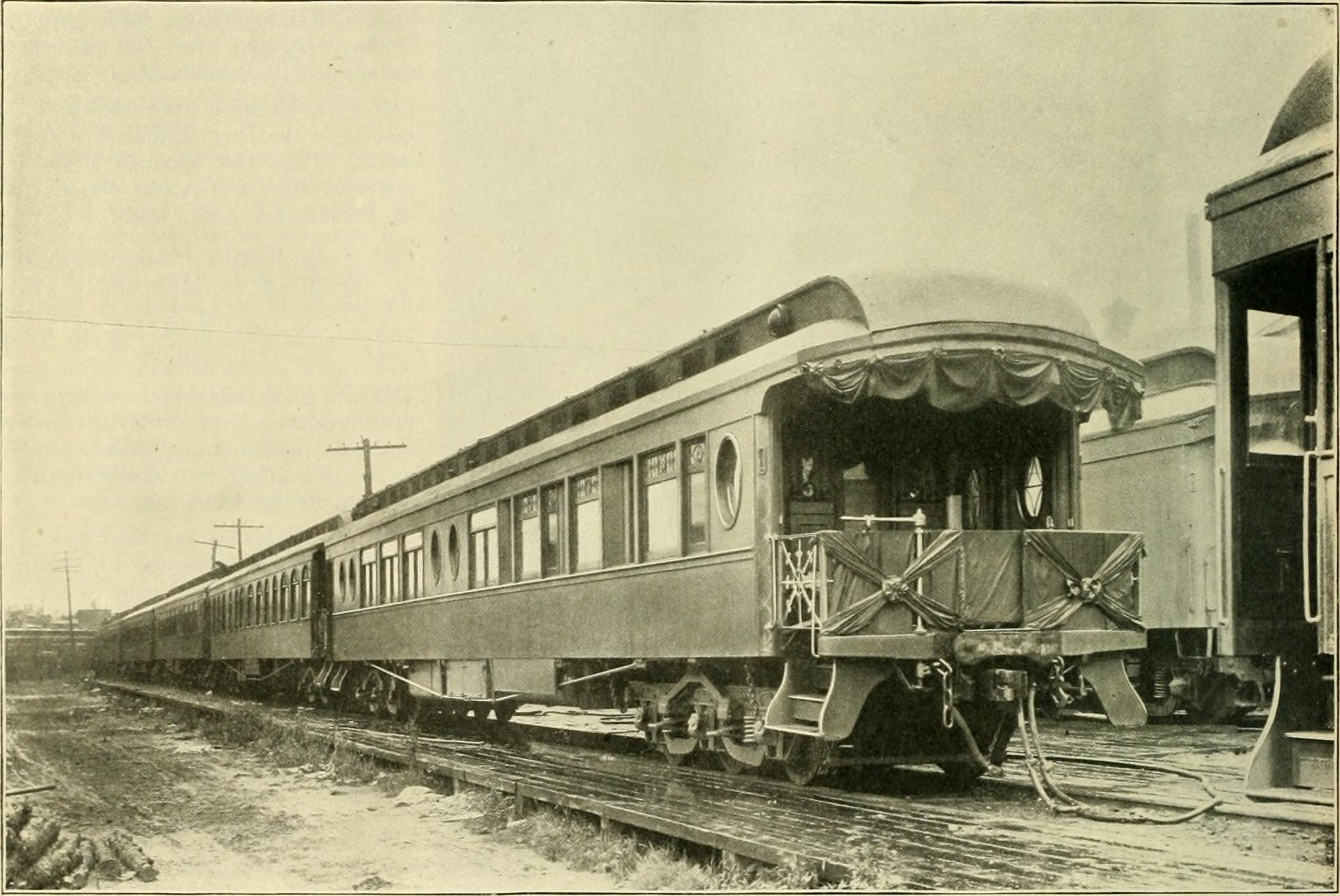
Il treno presidenziale appena giunto a Buffalo

Il giorno successivo William e Ida McKinley arrivarono a Buffalo in treno; al suo arrivo il cannone fece partire un colpo di saluto al presidente, ma questo era stato messo troppo vicino alla stazione e diversi finestrini andarono in frantumi, terrorizzando la signora. All'incirca una dozzina di persone che si trovavano in quel momento all'ingresso, credendo che il danno fosse stato causato da una bomba, cominciò a gridare: "Anarchici!" McKinley scese dal convoglio e venne ricevuto da una cerimonia ufficiale; Czolgosz si spinse in mezzo alla folla cercando di avanzare ma trovò il presidente troppo ben protetto per poter attentare alla sua vita.

### La visita all'esposizione panamericana
Il viaggio a Buffalo faceva parte di un viaggio lontano da Canton di 10 giorni a partire dal 4 settembre; avrebbe dovuto includere anche la visita ad un accampamento della "Grand Army of the Republic" a Cleveland: il presidente ne era membro nella sua qualità di veterano dell'Unione. I coniugi McKinley rimasero ospiti nella residenza del presidente dell'Esposizione John George Milburn. Sabato 7 settembre avrebbero dovuto partire ed essere accolti in Ohio a casa di Myron Timothy Herrick (futuro governatore dell'Ohio) prima e di Marc Hanna poi.

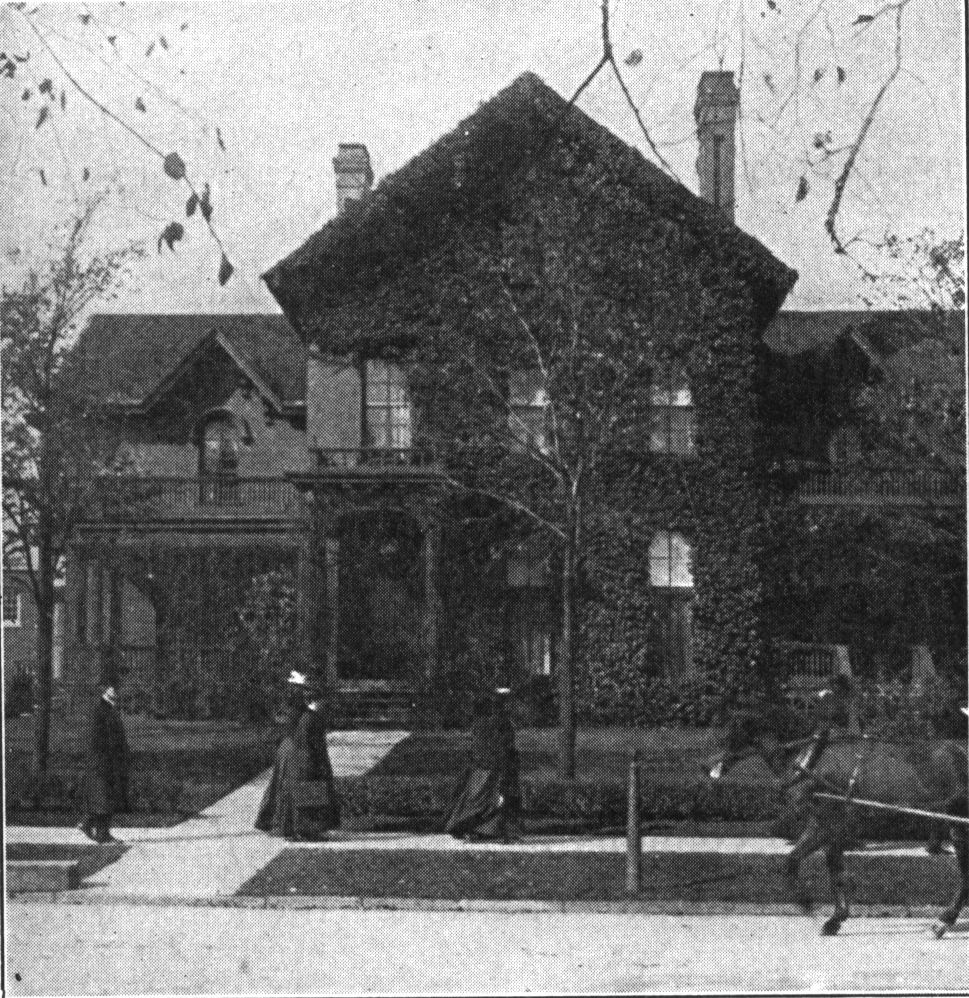
La residenza Milburn a Buffalo (foto del 1912)

All'arrivo il corteo presidenziale venne guidato attraverso il centro fieristico sulla strada che conduceva all'abitazione di Milburn, fermandosi per un momento al "Triumphal Bridge" dell'Esposizione di modo che i visitatori potessero fermarsi per dare un'occhiata alle attrazioni della fiera.
Gli appuntamenti del presidente a Buffalo comprendevano due giornate di eventi; giovedì 5 doveva pronunciare il proprio discorso e poi visitare la fiera, il giorno seguente vedere le cascate del Niagara ed al ritorno avrebbe incontrato il pubblico al "Tempio della musica" sul terreno dell'Esposizione. Parte dei motivi di ricondurre ripetutamente McKinley alla fiera era quello di aumentare le vendite dei biglietti d'ingresso; la visita fu ampiamente pubblicizzata.

Il ricevimento pubblico al Tempio non piacque troppo al segretario personale George Bruce Cortelyou il quale, preoccupato per la sicurezza, cercò per ben due volte di rimuoverlo dal programma; ma McKinley ogni volta lo ripristinò volendo sostenere la fiera (concordò con il suo tema della "cooperazione emisferica"), inoltre amava incontrarsi con le persone comuni e non aveva timore di potenziali assassini. Quando Cortelyou gli chiese un'ultima volta di cancellare l'evento, il presidente rispose molto semplicemente: "Perché dovrei? Nessuno vorrebbe mai farmi del male". Cortelyou avvertì McKinley che molti sarebbero rimasti delusi perché il presidente non avrebbe avuto il tempo per stringere la mano a tutti quelli che si mettevano in fila per poterlo incontrare; la risposta fu: "Beh, sapranno che ci ho provato comunque". Vedendo l'impossibilità di persuadere il presidente a modificare il suo programma, Cortelyou telegrafò alle autorità di Buffalo chiedendo loro di organizzare una maggiore sicurezza.

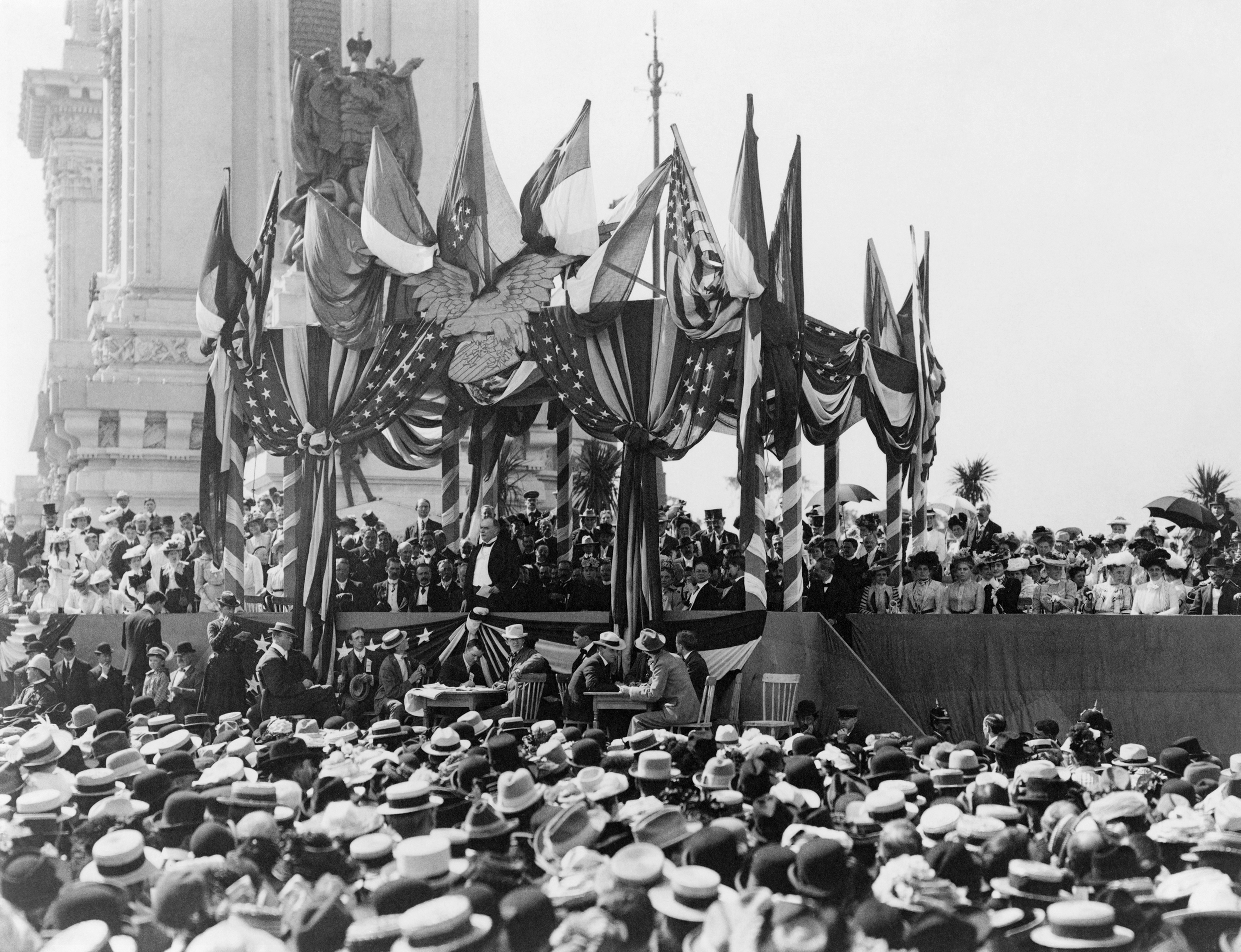
Il presidente (al centro del palco con la camicia bianca) durante il suo ultimo discorso alla fiera panamericana la mattina del 5 settembre

La mattina di giovedì 5 settembre i cancelli fieristici vennero aperti alle 6:00 per consentire alla folla di entrare presto e cercare le posizioni migliori per assistere al discorso del presidente. L'Esplanade, il grande spazio vicino al "Triumphal Bridge" dove doveva parlare, era assiepato di gente; la folla si riversò nel vicino "cortile delle fontane". Delle 116 000 persone presenti quel giorno, circa 50 000 si crede possano aver assistito al discorso di McKinley.

Il percorso tra la casa di Milburn e la sede della fiera era pieno di spettatori; la carrozza che conduceva la coppia McKinley procedette assai lentamente e la moglie del presidente venne colpita da un forte esaurimento nervoso. McKinley salì infine su un palco che dominava l'Esplanade e, dopo una breve introduzione di Milburn, poté cominciare a parlare. Al termine della propria arringa McKinley sollecitò la fine dell'isolazionismo; propose accordi commerciali che consentissero ai produttori statunitensi di accedere a nuovi mercati. "Il periodo dell'esclusività è passato, l'espansione del nostro settore commerciale è il problema più urgente: le guerre commerciali sono del tutto inutili". La folla salutò con un lungo applauso; il presidente scortò quindi Ida McKinley alla carrozza per permetterle di tornare comodamente alla casa di Milburn, mentre lui rimase a guardare le attrazioni presenti.

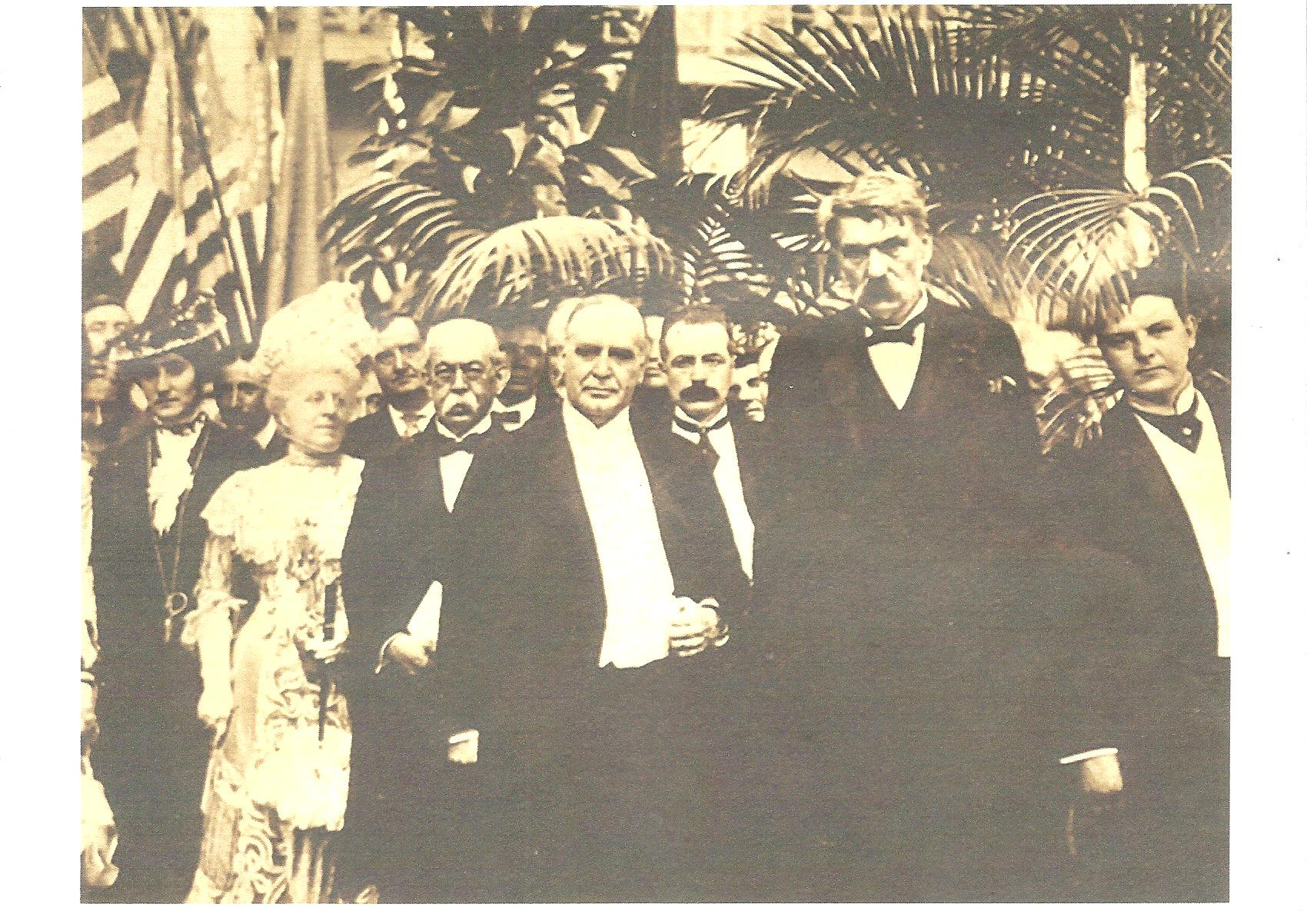
L'ultima posa fotografica di McKinley al "Government Building" il 5 settembre del 1901. Da sinistra verso destra: la signora John Miller Horton, presidentessa del comitato di intrattenimento del "Committee of the Woman's Board"; John G. Milburn; Manuel de Azpíroz, ambasciatore messicano; il presidente; George B. Cortelyou, segretario del presidente; il colonnello John H. Bingham del "Government Board".

McKinley visitò i padiglioni di altre nazioni dell'emisfero occidentale, attirando folle e applausi dovunque si dirigesse. Presiedette un pranzo al "New York State Building" e partecipò ad un incontro riservato ai soli invitati presso l'edificio governativo. Rimase molto protetto dai soldati e dalla polizia, ma cercò ancora di interagire con il pubblico, incoraggiando coloro che cercavano di correre verso di lui, notandoli; si rivolse anche ad un gruppo di giovani venditori di pop-corn. Fece una sosta non prevista per il caffè presso il "Porto Rican Building" prima di tornare alla casa di Milburn nel tardo pomeriggio.
Nonostante Cortelyou avesse avvertito agli organizzatori che Ida McKinley non avrebbe potuto partecipare a causa delle sue precarie condizioni di salute, questa fu invece presente ad un pranzo in suo onore organizzato dall'"Exposition's Board of Lady Managers" e poi, assieme al marito, tornò alla fiera, facendo una pausa al "Triumphal Bridge" per ammirare l'illuminazione elettrica in contemporanea con il tramonto. Andarono in barca alla "Life Saving Station" per vedere i fuochi d'artificio prima di tornare alla casa di Milburn.
Czolgosz, con la pistola in tasca, era giunto di buon mattino e rimase abbastanza vicino al podio prima che McKinley arrivasse. Considerò la possibilità di sparare al presidente durante il suo discorso, ma alla fine ritenne di non poter essere sicuro di colpire agevolmente il bersaglio; rimase frastornato dalla folla e non si accorse neppure quando McKinley terminò e scomparve dietro le guardie di sicurezza. Tuttavia tentò di seguirlo quando questi iniziò il suo giro della fiera, ma venne spinto indietro dai militari presenti. Non intravedendo più possibilità di avvicinarsi al presidente in quel giorno tornò alla sua stanza affittata a due dollari per il fine settimana sopra un saloon.
La mattina di venerdì 6 settembre McKinley si vestì formalmente come al solito e poi partì dalla residenza di Milburn per una passeggiata nel quartiere. Il presidente riuscì quasi ad eludere la sorveglianza; quando la polizia e i soldati notarono che stava per andarsene via da solo gli si affrettarono appresso. Anche Czolgosz si alzò di buonora con l'intenzione di mettersi in fila in attesa del pubblico ricevimento che si sarebbe di li a poco tenuto al "Tempio della musica"; raggiunse i cancelli dell'esposizione alle 8:30, in tempo per vedere il presidente passare in carrozza e dirigersi verso la stazione ferroviaria.

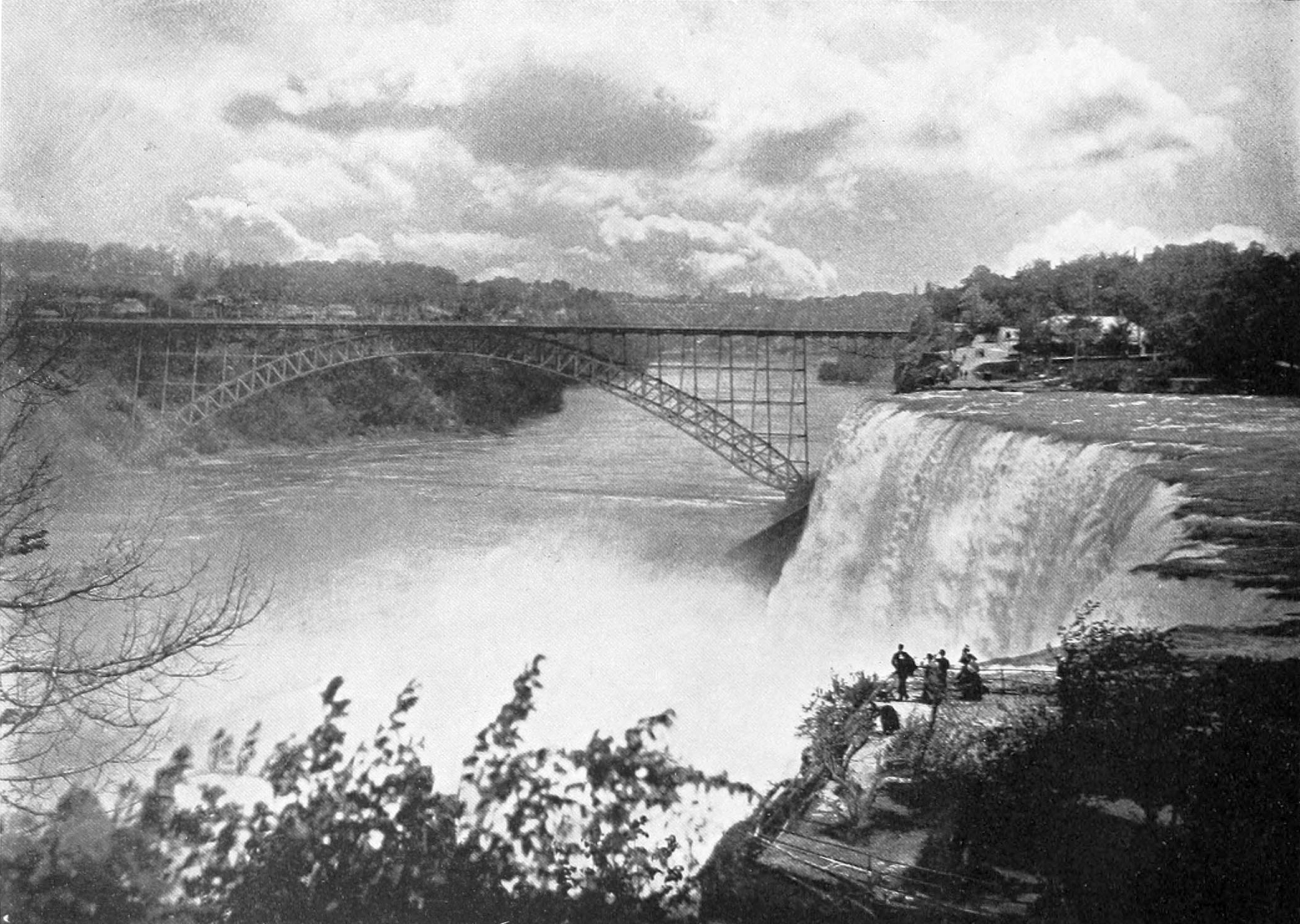
L'"Honeymoon Bridge" nei pressi di "Goat Island" nel 1900

I coniugi McKinley raggiunsero il villaggio di Lewiston nella Contea di Niagara e qui si fermarono per ammirare le cascate; quando i maggiorenti del Partito arrivarono a Niagara Falls il corteo presidenziale poté ripartire in carrozza. Attraversò l'"Honeymoon Bridge" che si affaccia sulle cascate, ma rimase attento a non entrare in territorio canadese per questioni di protocollo.
A causa del caldo la First Lady si sentì poco bene; venne portata all'"International Hotel" in attesa del marito, che nel frattempo visitò "Goat Island" prima di ritrovare la moglie per il pranzo. Dopo aver fumato un sigaro sulla veranda il presidente andò ad osservare l'impianto idroelettrico ai piedi delle cascate; col treno in attesa nelle vicinanze fecero poi tutti ritorno a Buffalo di modo che McKinley potesse presenziare al ricevimento nel "Tempio della musica".
Originariamente Ida McKinley intendeva accompagnarlo all'auditorium, ma non essendosi ancora interamente ristabilita decise infine di andare a riposare a "Milburn House". Poiché il tempo assegnato al ricevimento era stato ridotto ad appena 10 minuti il presidente non si aspettava di rimanere separato dalla moglie per lungo tempo; alle 15:30 si fermò per rinfrescarsi al "Building Mission" prima di proseguire.

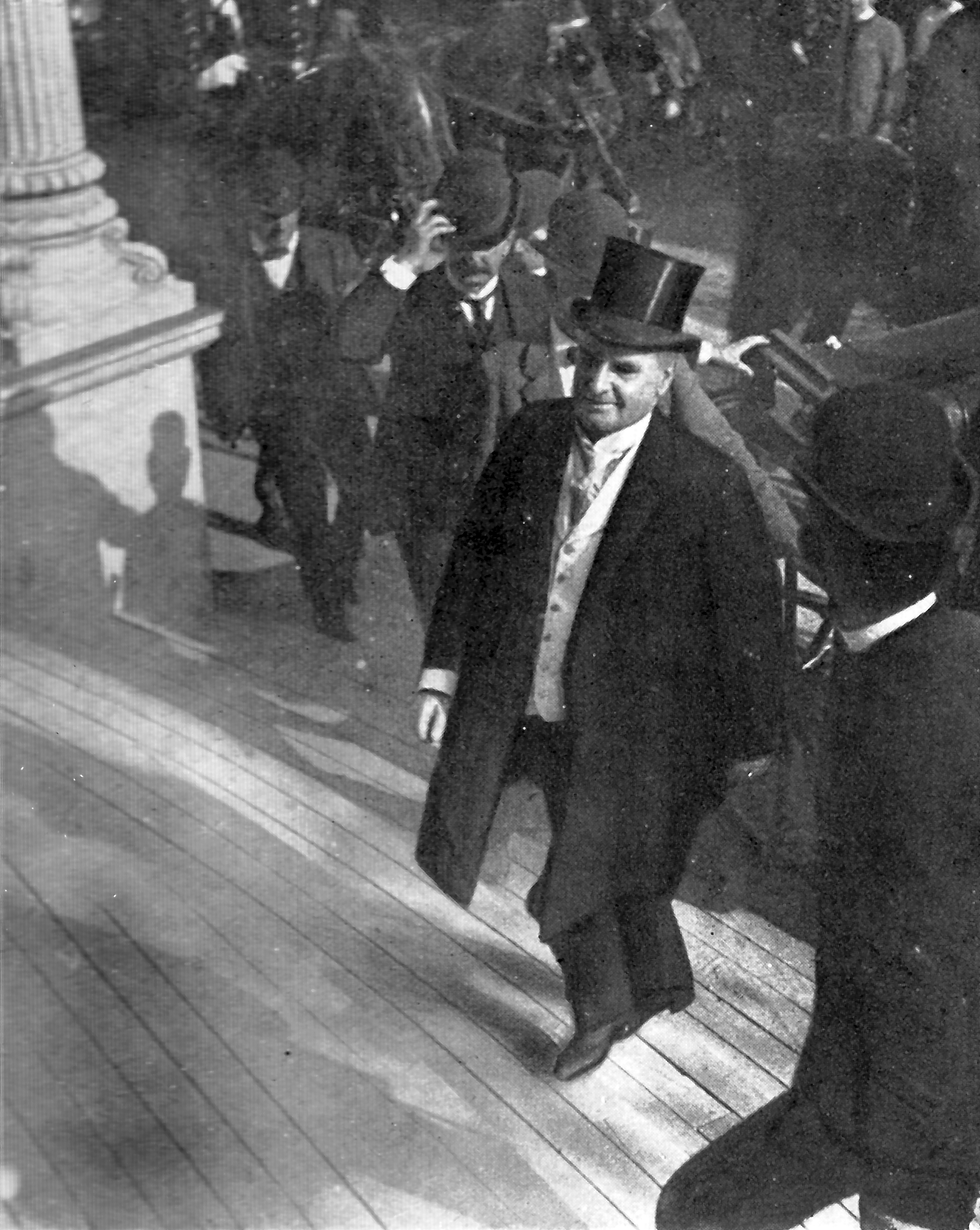
L'arrivo del Presidente al "Tempio della musica", poco prima di essere colpito a morte

## L'attentato e la morte

### La visita al tempio della musica
Quando ebbero l'opportunità di ospitare un ricevimento pubblico in onore del presidente, gli organizzatori scelsero di collocarlo al "Tempio". Louis L. Babcock, gran cerimoniere dell'Esposizione, considerò subito l'edificio come l'ideale per questo scopo; l'ampio auditorium si situava vicino all'Esplanade, nel cuore della fiera, ed aveva porte su ciascuno dei quattro lati. Oltre ad una fitta fila di sedie in mezzo alla sala conteneva spaziose gallerie.
Babcock trascorse la mattinata nei preparativi; i posti a sedere vennero rimossi per creare un ampio corridoio proveniente dagli ingressi orientali attraverso i quali il pubblico sarebbe stato ammesso; dopo aver stretto la mano al presidente avrebbero proseguito in direzione delle uscite. Venne attaccata una bandiera degli Stati Uniti sul muro alle spalle della postazione presidenziale; diverse piante in vaso furono disposte tutt'attorno. L'edificio era una delle caratteristiche architettoniche peculiari della fiera.
Vennero date le ultime disposizioni per la sicurezza; guardiani furono posti alle porte, mentre agenti comunali custodirono i passaggi laterali. Oltre al solito addetto della segreteria personale, George Foster, a causa delle preoccupazioni espresse da Cortelyou si aggiunsero altri due poliziotti. Babcock, innervositosi al ristorante a seguito di una battuta di spirito ("si potrebbe sparare al presidente durante il ricevimento"), fece in modo che una dozzina di artiglieri in alta uniforme si facessero notare; li mise nei corridoi con l'ordine di bloccare qualsiasi persona sospetta che intendesse avvicinarsi a McKinley. Non addestrati, contribuirono invece ad ostacolare il pattugliamento.
Foster si trovava solitamente a sinistra e dietro il presidente; fu però sostituito da Milburn, che intendeva poter meglio presentare i conoscenti davanti a McKinley da quella posizione. Forster e un altro agente si ritrovarono così estromessi nella navata centrale di fronte.
Durante il primo pomeriggio la folla aveva riempito la zona prospiciente al corridoio bloccato in mezzo alla navata; anche le gallerie erano piene, volendo intravedere il presidente anche senza avere la possibilità di salutarlo. McKinley prese posto, con a sinistra Milburn e alla destra Cortelyou; le canne dell'organo cominciarono a suonare The Star-Spangled Banner mentre il presidente affermò che si potevano aprire le porte e dare inizio alla cerimonia, preparandosi così a svolgere la "parte preferita del suo lavoro".

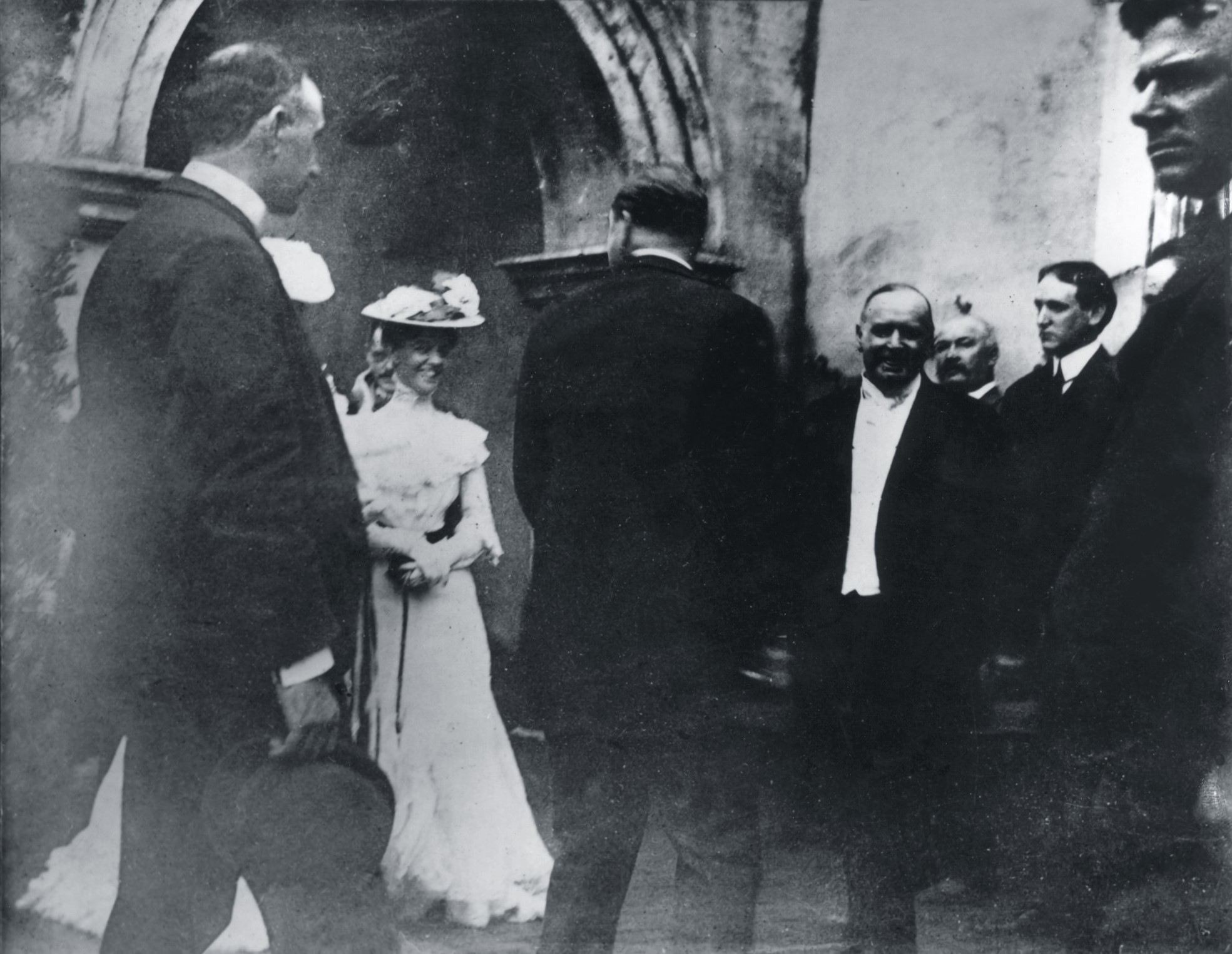
Il Presidente mentre riceve i saluti di benvenuto nel "Tempio della musica" pochi attimi prima della sparatoria (autore sconosciuto)

Essendo un esperto politico aveva l'abilità di stringere la mano a 50 persone al minuto. Cortelyou osservò ansiosamente l'ora; giunti a metà del tempo assegnato fece mandare un messaggio a Babcock perché provvedesse a chiudere le porte quando avesse alzato la mano. Intanto il ricevimento proseguiva e l'organista si mise a suonare Johann Sebastian Bach. La processione venne interrotta quando la dodicenne Myrtle Ledger, accompagnata dalla madre, chiese in dono al presidente il garofano rosso che portava sempre appuntato al petto come portafortuna; questi acconsentì.
Gli uomini dei servizi segreti si misero a guardare sospettosamente un uomo alto e trasandato che appariva inquieto mentre si stava avvicinando a McKinley, ma trassero un sospiro di sollievo dopo averlo visto salutare senza incidenti e quindi cominciare a muoversi verso l'uscita. Forse a causa del caldo la solita regola che coloro che si avvicinavano al presidente avrebbero dovuto farlo con le mani aperte e vuote non fu applicata; diverse persone utilizzarono i loro fazzoletti per asciugarsi il sudore dalla fronte.

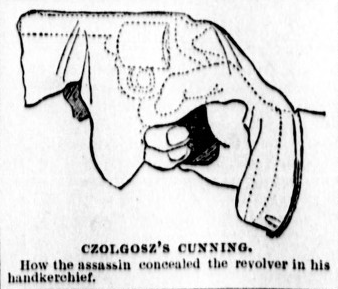
Illustrazione di come la pistola di Czologosz fosse nascosta. Chicago Eagle, 14 settembre 1901.

L'uomo che seguì all'individuo inizialmente sospettato aveva la mano destra avvolta in un fazzoletto, come se fosse ferita; accortosi di ciò, McKinley gli prese la sinistra. Mentre le mani dei due uomini si toccavano alle 16:07 Czolgosz sparò due volte con la rivoltella che aveva nascosto sotto il fazzoletto, il primo colpo mancò l'obiettivo mentre il secondo lo centrò in pieno.

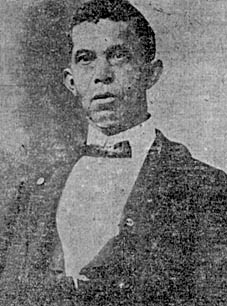
L'afroamericano James Benjamin Parker

Mentre gli spettatori osservavano impietriti, McKinley si allontanò di un passo e Czolgosz si preparò per esplodere un terzo colpo; ciò gli venne però impedito da James Benjamin Parker, un georgiano di origini afro-spagnole che si trovava immediatamente dietro l'attentatore: spinse via l'assassino e s'impossessò dell'arma. Un secondo dopo Parker colpì Czolgosz, così come fece anche il detective John Geary e uno degli artiglieri, Francis O'Brien. Czolgosz scomparve sotto un nugolo di uomini, alcuni dei quali lo tennero sotto mira o lo colpirono con il calcio dei fucili; gli sentirono mugolare: "Ho fatto il mio dovere".
McKinley scivolò indietro e verso destra, ma venne prontamente sorretto da Cortelyou, da Milburn e dall'agente Geary; lo guidarono verso una sedia per impedirgli di cadere. Il presidente cercò di convincere Cortelyou che non era stato ferito gravemente, ma presto si cominciò a vedere il sangue che gli macchiava la camicia bianca. Accortosi che gli agenti continuavano a picchiare Czolgosz ordinò loro di fermarsi; il colpevole venne trascinato via, ma non prima di essere perquisito da Foster. Siccome Czolgosz continuava a voltarsi per guardare il presidente durante la perquisizione Foster con un pugno lo scaraventò a terra.
La prima preoccupazione di McKinley fu nei confronti della moglie ed esortò Cortelyou a prendersi cura di lei non appena gli fosse stata fatta pervenire la notizia dell'aggressione. La reazione iniziale della folla fu di panico e molti tentarono di fuggire dalla sala, ma si trovarono impediti da coloro che spingevano verso l'interno per poter vedere cosa fosse accaduto.

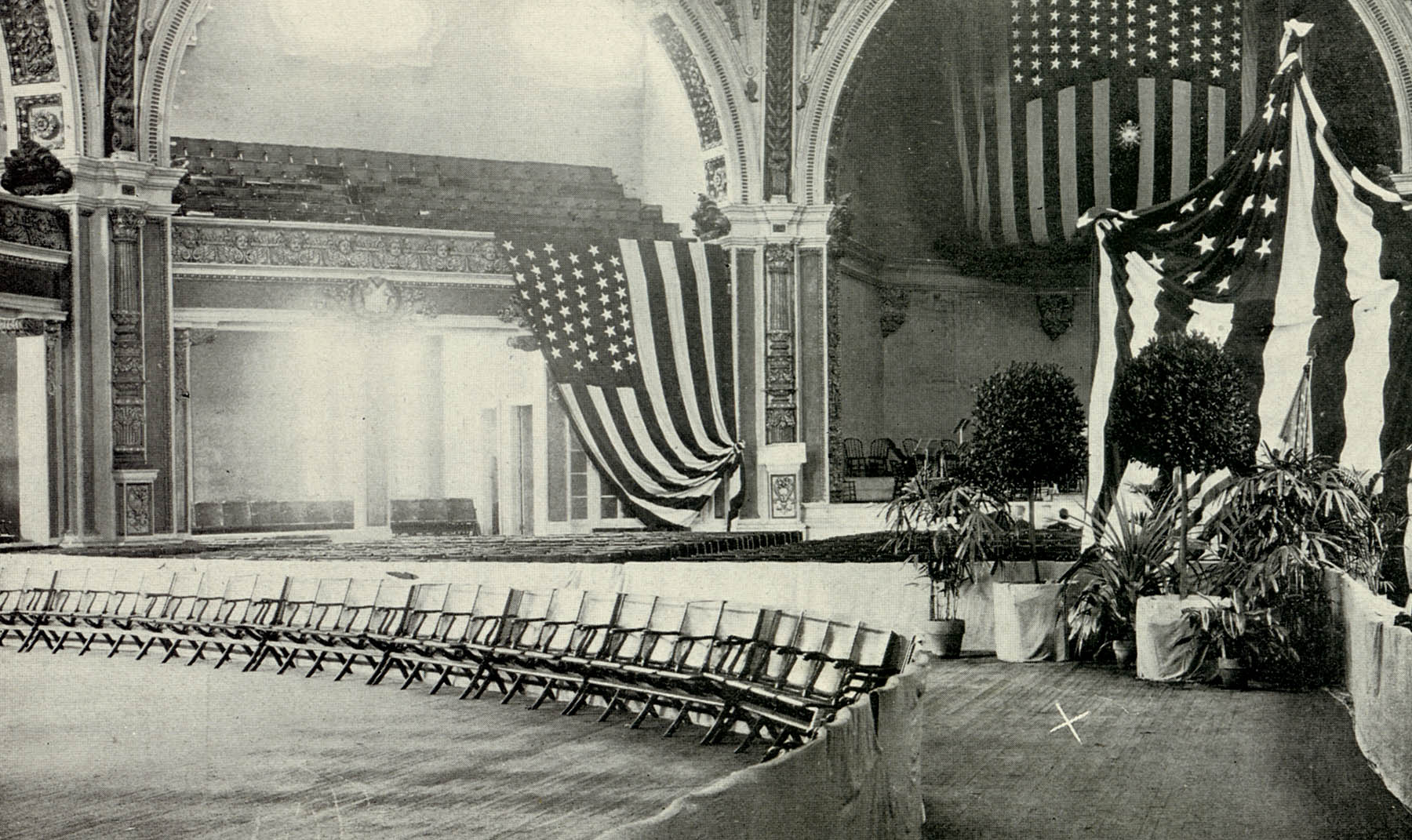
Interno del "Tempio della Musica" (fatto demolire al termine dell'Esposizione). Il punto del crimine è contrassegnato da una X, vicino all'angolo inferiore destro.

Il presidente venne trasportato su una barella ad un'ambulanza elettrica; alla vista del volto cinereo di McKinley salì un gemito generale. Foster lo accompagnò all'ospedale fieristico; lungo la strada il presidente sentì qualcosa ed estrasse dal panciotto un oggetto metallico: "credo che sia un proiettile". La prima pallottola era stata deviata da un bottone e l'aveva solo sfiorato; l'altra gli era invece penetrata nell'addome.

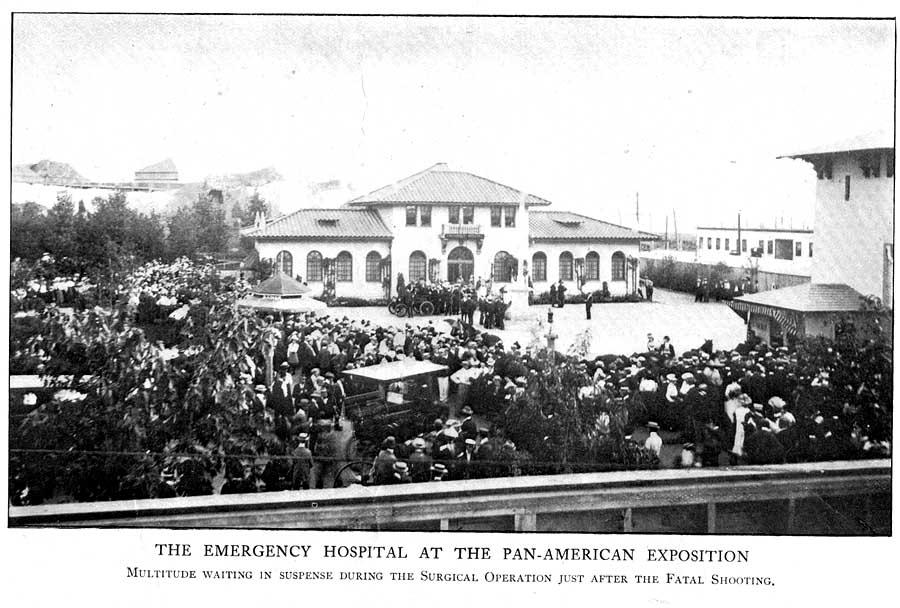
L'ospedale dell'Esposizione con la folla in trepida attesa

### I soccorsi e l'intervento chirurgico
L'ambulanza giunse all'ospedale dell'Esposizione alle 16:25; anche se si occupava solitamente di problemi medici minori era dotato anche di sala operatoria. In quel momento non vi era alcun medico qualificato, ma soltanto infermieri e stagisti.
Il miglior chirurgo della città, il dottor Roswell Park, si trovava alle cascate del Niagara ad eseguire un delicato intervento. Quando venne richiesta la sua presenza rispose che non poteva interrompere la procedura e andarsene nemmeno per il presidente degli Stati Uniti: due settimane dopo avrebbe salvato la vita di una donna che aveva subito lesioni quasi identiche a quelle di McKinley.

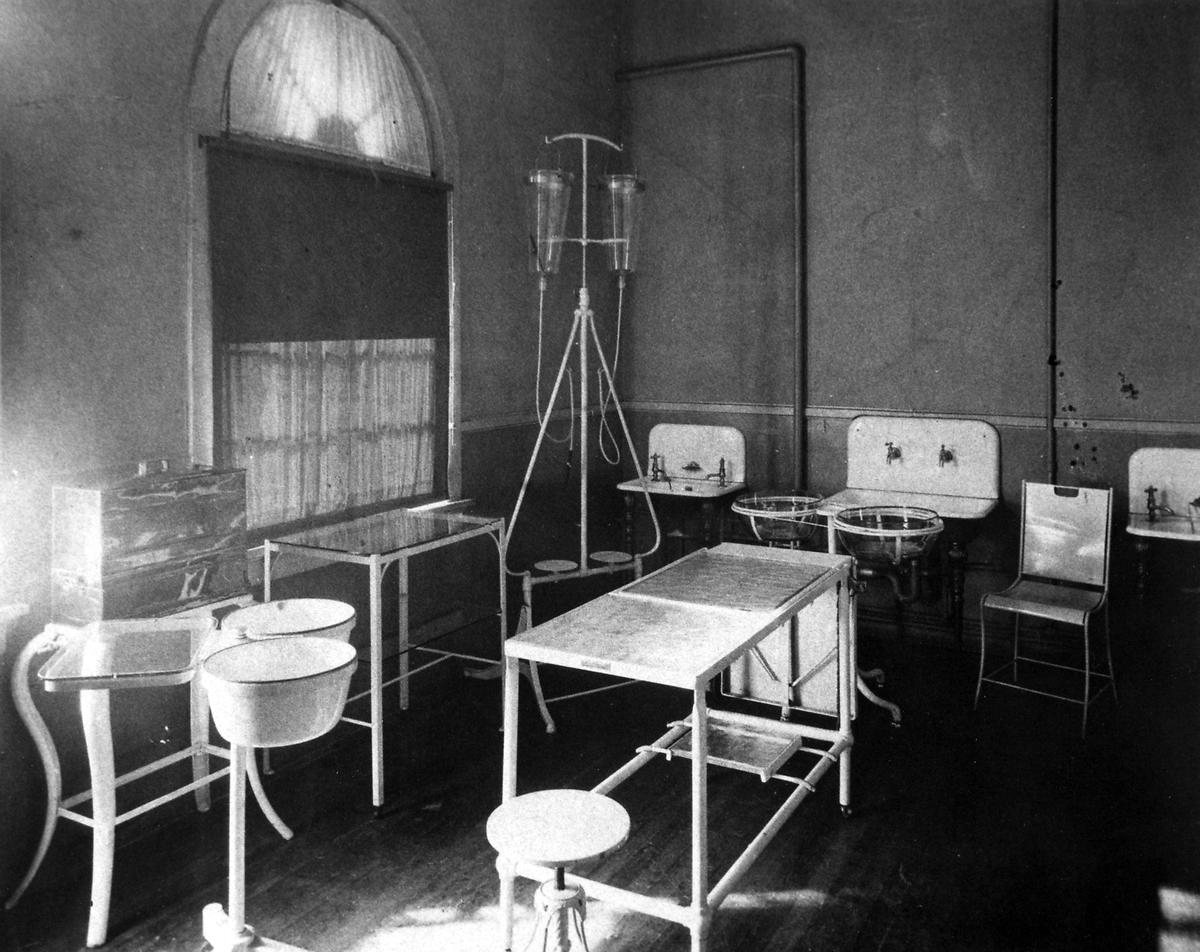
La sala operatoria all'ospedale dell'Esposizione

Il primo medico che giunse fu Herman Mynter, che il presidente aveva brevemente incontrato il giorno precedente; il ferito (che aveva una buona memoria per i volti) scherzò dicendo che quando l'aveva conosciuto non si sarebbe mai aspettato di aver bisogno dei suoi servizi professionali. Mentre McKinley giaceva sul tavolo operatorio egli affermò di Czolgosz: "non sapeva, povero, quello che stava facendo, non poteva conoscere le conseguenze".
La maggiore fonte d'illuminazione era la luce sbiadita del tardo pomeriggio; finalmente giunse il sostituto di Park, il dottor Matthew D. Mann, il quale decise di operare immediatamente per cercare di rimuovere la pallottola. Mynter fece a McKinley un'iniezione di morfina e stricnina nel tentativo di alleviargli il dolore; Mann, specializzato in ginecologia e senza la benché minima esperienza di ferite addominali, somministrò l'etere dietilico per sedare il presidente mentre questi mormorava un "Padre nostro".
Solo 17 anni prima un chirurgo svizzero, Emil Theodor Kocher, era stato il primo ad operare con successo un paziente colpito all'addome da arma da fuoco riuscendo ad evitare il propagarsi di infezioni. Per aumentare l'illuminazione la luce solare venne fatta riflettere sulla ferita da un altro medico; solo verso la fine dell'intervento ci si attrezzò con la luce artificiale. L'ospedale mancava di attrezzature chirurgiche di base come il divaricatore.
Con McKinley in condizioni debilitate, Mann poté sondare poco la ferita; il suo lavoro fu complicato dal fatto che il presidente era decisamente corpulento. Fece un'incisione dove trovò e tolse un pezzetto di stoffa che aveva finito con l'incastrarsi nella carne, con la pressione del dito e con la mano rilevò danni al sistema digestivo; lo stomaco mostrò sia un foro di entrata che uno di uscita. Cucì l'organo ma non riuscì a trovare il proiettile; ne concluse che si fosse inserito nel sistema muscolare della schiena. In seguito avrebbe scritto che "una pallottola, una volta che smette di muoversi, non fa più alcun danno".
Una primitiva apparecchiatura a raggi X si trovava esposta alla fiera, ma non venne utilizzata; Mann affermò poi che il suo uso avrebbe potuto disturbare il paziente e fargli poco bene. Usò il filo di seta nero per cucire l'incisione e coprì l'area esposta con una benda. Come ebbe concluso arrivò Park; non si trovava disposto ad interferire ed alle 17:20 venne dato a McKinley dell'altro antidolorifico e permesso di risvegliarlo. Fu portato a casa Milburn dall'ambulanza elettrica.
La first lady non era ancora stata informata ma una volta completato l'intervento il medico presidenziale Presley Marion Rixey le disse con tatto ciò che era avvenuto; Ida McKinley apprese la notizia con calma. Avrebbe confidato al proprio diario: "sono andata a Niagara Falls questa mattina. Il mio caro è stato ricevuto in una sala pubblica al nostro ritorno, quando gli è stato sparato contro da un...". Leech, nella sua biografia, suggerisce che la signora non riusciva neanche a scrivere la parola "anarchico".

### Il recupero e la morte
Pochi minuti dopo la sparatoria la notizia venne trasmessa in tutto il mondo attraverso il telegrafo, in tempo per le edizioni serali dei giornali statunitensi; migliaia di persone si riunirono in tutte le città all'ingresso degli uffici dei quotidiani in attesa degli ultimi aggiornamenti da Buffalo. Il timore che il presidente potesse non sopravvivere venne presto fugato da rassicuranti bollettini emessi da Cortelyou sulla base delle informazioni ricevute dai medici.
Una gran massa di folla con intenzioni minacciose si riunì al di fuori della questura dov'era stato condotto Czolgosz; la voce che avesse ammesso di essere un anarchico portò all'aggressione di altri anarchici: a Pittsburgh uno di loro sfuggì a stento al linciaggio. McKinley sembrò riprendersi; sabato 7 settembre chiacchierò rilassato. Alla moglie fu permesso di vederlo e il presidente chiese al suo segretario Cortelyou: "come hanno reagito al mio discorso?" Rimase soddisfatto nell'apprendere che il pubblico aveva gradito ed ebbe reazioni positive.

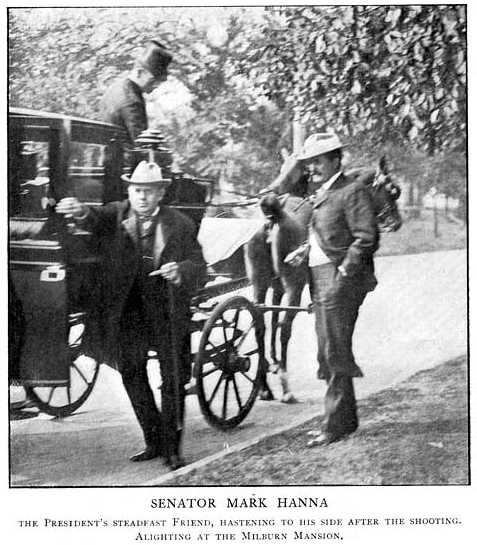
Il senatore Mark Hanna (a sinistra), amico del presidente McKinley, appena giunto davanti a Casa Milburn dopo l'attentato

Nel frattempo il vicepresidente Theodore Roosevelt, assieme a gran parte dell'amministrazione e al senatore Mark Hanna, si precipitò al capezzale dell'infermo. Cortelyou continuò a far pubblicare bollettini incoraggianti; al presidente furono permesse poche visite e questi ebbe a lamentarsi della solitudine. Siccome la crisi sembrò passata i ministri ripartirono il 9 settembre, fiduciosi e rassicurati. Roosevelt partì per una vacanza nei Monti Adirondack, dopo aver espresso tutto il suo sdegno per il fatto che Czolgosz avrebbe potuto passare soltanto pochi anni di prigione per tentato omicidio; la pena massima nello Stato di New York per quel reato era di 10 anni. Il procuratore generale Philander Chase Knox si recò a Washington cercando un mezzo per far ricadere Czolgosz sotto la legge federale.

Il segretario di Stato John Hay era già stato coinvolto nei due precedenti omicidi di presidenti in quanto giovane collaboratore di Abraham Lincoln e amico stretto di James A. Garfield. Arrivato il 10 settembre, fu accolto alla stazione da Babcock con un resoconto sulle condizioni di McKinley; Hay rispose che il presidente sarebbe morto.

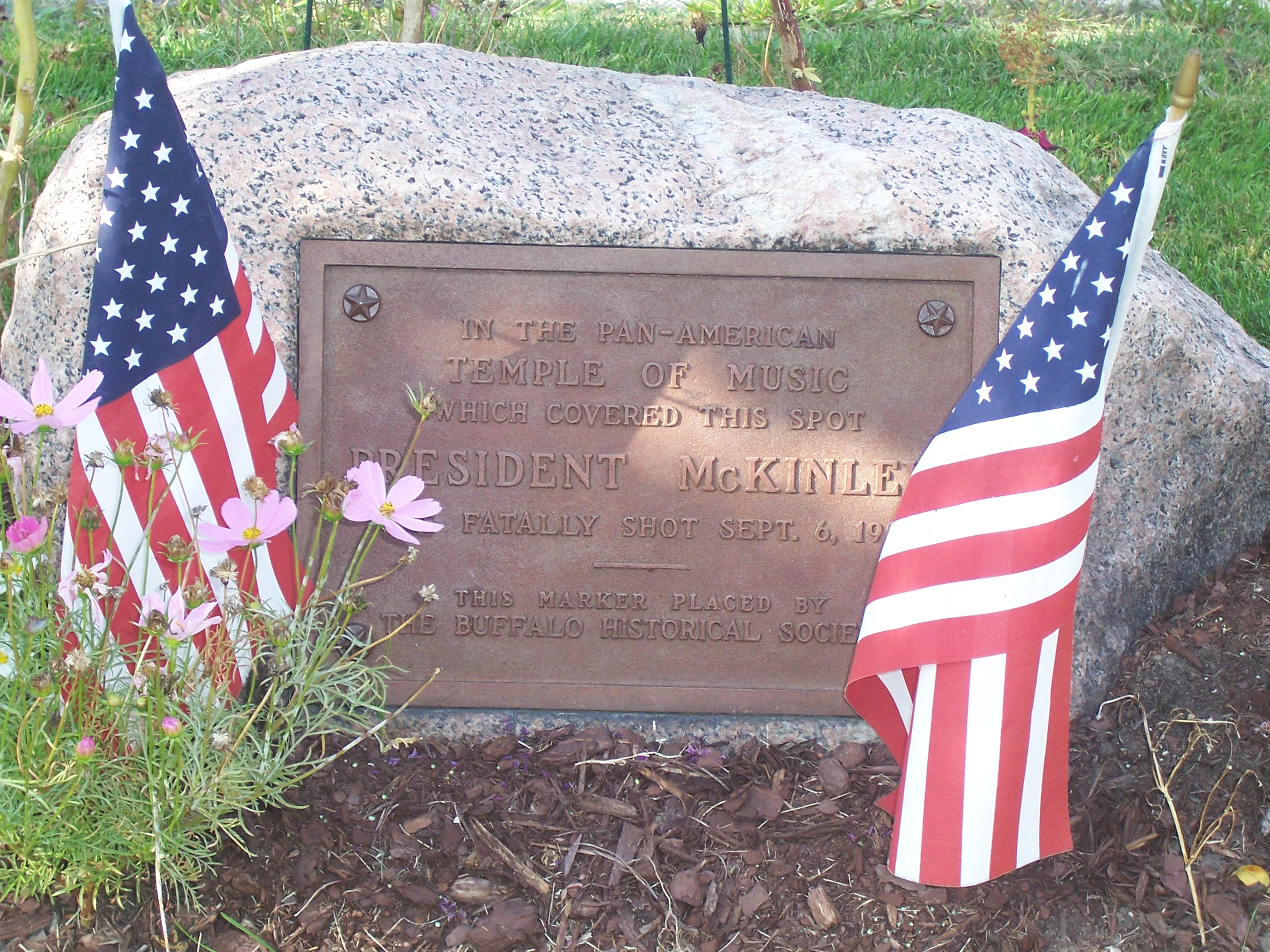
Pietra commemorativa posizionata nel luogo dell'aggressione mortale del presidente degli Stati Uniti d'America William McKinley avvenuta a Buffalo il 6 settembre del 1901

Secondo Margaret Leech, la biografa di McKinley, l'apparente ripresa del presidente "fu semplicemente l'ultimo sussulto della resistenza del suo forte fisico prima che la gangrena diffusasi dalla ferita allo stomaco provocata dal proiettile infettasse mortalmente anche pancreas e reni".
L'11 settembre McKinley era stato nutrito attraverso sonde rettali; riuscì anche a ingerire del brodo. Quando sembrò stare meglio, la mattina seguente gli fu permesso di mangiare un toast, bere un caffè, e prendere un po' di brodo di pollo. A seguitò di ciò gli fu diagnosticata una indigestione; gli furono somministrati dei purganti e verso sera molti dottori se ne andarono dopo essersi consultati. Nelle prime ore del mattino di venerdì 13 settembre 1901 McKinley ebbe un collasso. Fu inviato un messaggio urgente al vicepresidente Roosevelt, con la richiesta di tornare a Buffalo il prima possibile. I medici erano perplessi; anche se in un primo momento alcuni di essi ritenevano possibile una guarigione sperando nella forte fibra di McKinley, nel pomeriggio giunsero alla conclusione che non c'erano più speranze. Ormai l'infezione si era diffusa nello stomaco e le tossine si erano diffuse nel sangue. McKinley fu in uno stato di semi-coscienza per tutta la giornata; verso sera, le sue condizioni peggiorarono ulteriormente. Amici e familiari furono ammessi alla presenza del moribondo, e la first lady pianse al capezzale del marito. Alle 2:15 di sabato 14 settembre 1901 McKinley morì.

## Conseguenze

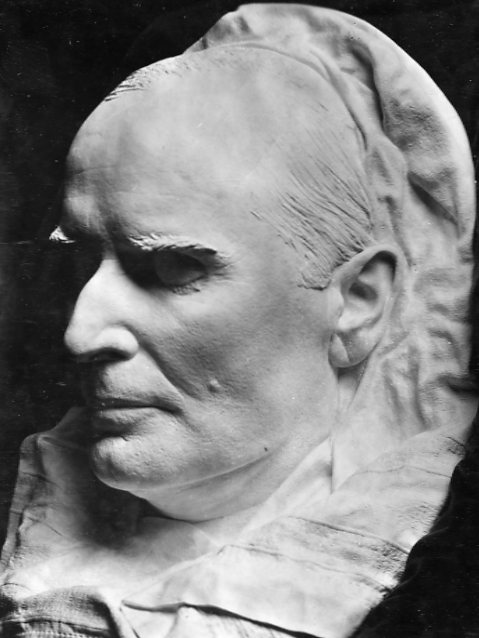
Maschera mortuaria del Presidente statunitense W. McKinley (29 gennaio 1843-14 settembre 1901)

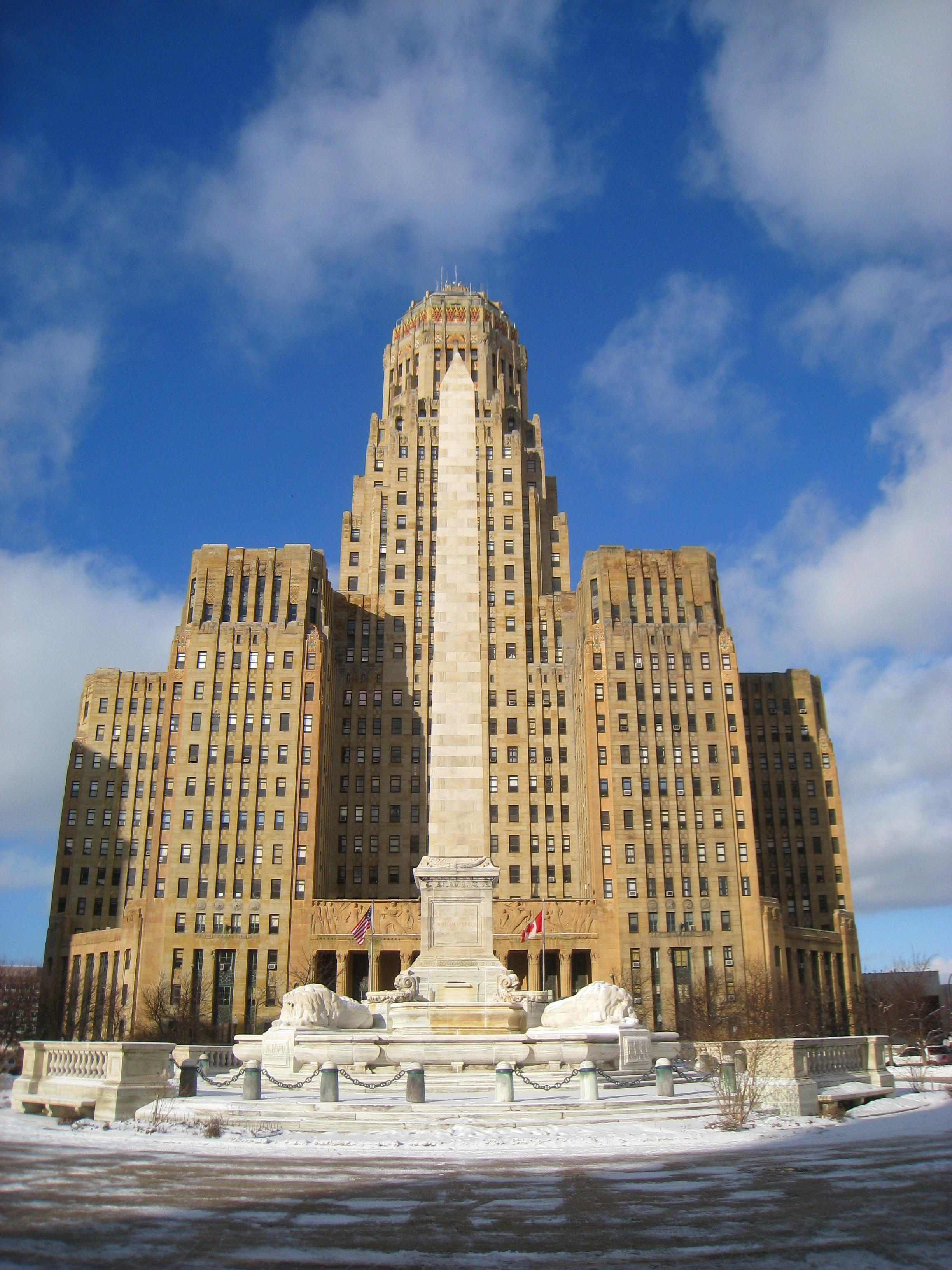
Monumento in onore del Presidente a Buffalo

Nel corso della mattinata successiva alla morte di McKinley fu eseguita l'autopsia; Mann era a capo di una squadra di 14 medici. Trovarono che il proiettile aveva perforato lo stomaco del presidente, quindi il colon trasverso, e terminato nel peritoneo dopo aver danneggiato il rene sinistro. Furono riscontrati anche danni al pancreas. Mynter, che partecipò all'autopsia, disse in seguito che a suo parere il proiettile doveva trovarsi da qualche parte nei muscoli della schiena, anche se non esistono conferme in quanto il proiettile non fu mai estratto. Dopo quattro ore, Ida McKinley chiese che l'autopsia avesse fine. Fu presa una maschera mortuaria del presidente, e si tenne una funzione privata a Milburn House prima che il corpo venisse trasportato al municipio di Buffalo per l'inizio dei cinque giorni di lutto nazionale. La salma di McKinley venne portata a Washington, e poi a Canton. Il giorno del funerale, il 19 settembre, quando McKinley fu prelevato dalla sua casa su North Market Street per l'ultima volta, per cinque minuti cessò ogni attività nel Paese. Si fermarono i treni, e telefoni e telegrafo furono sospesi.
In aggiunta al danno provocato dal proiettile, l'esame autoptico rivelò che il presidente soffriva di cardiomiopatia (degenerazione del muscolo cardiaco). Questa patologia potrebbe aver contribuito alla sua scarsa ripresa dalle ferite, e si crede che fosse conseguenza del suo sovrappeso e della mancanza di esercizio fisico.
Il 23 settembre 1901, nove giorni dopo l'assassinio di McKinley, Czolgosz fu sottoposto a processo a Buffalo. I testimoni dell'accusa si susseguirono per due giorni, comprendendo principalmente testimoni oculari dell'attentato e i medici che avevano assistito il presidente. L'avvocato della difesa, Loran L. Lewis, non chiamò nessuno a testimoniare, adducendo come motivazione l'ostinata riluttanza da parte di Czolgosz a collaborare. Dopo una mezz'ora di deliberazioni, la giuria dichiarò colpevole Czolgosz; egli successivamente fu condannato a morte e giustiziato sulla sedia elettrica il 29 ottobre 1901. Venne versato dell'acido sul cadavere nella bara in modo da dissolvere il corpo, prima che il feretro venisse interrato nel cimitero della prigione.
A seguito dell'omicidio di McKinley, i giornali statunitensi criticarono apertamente le falle nel sistema di sicurezza a protezione dei presidenti. A partire dal 1902 furono i servizi segreti ad occuparsi dell’incolumità del nuovo presidente Theodore Roosevelt.
Le conseguenze dell'assassinio portarono anche ad un inasprimento del trattamento riservato agli anarchici; la polizia di Buffalo annunciò subito dopo l'attentato che, a parer loro, Czolgosz non aveva agito da solo, e vari anarchici furono arrestati come sospetti complici e fiancheggiatori.

### Libri
- Jeffrey Bumgarner, Federal Agents: The Growth of Federal Law Enforcement in America, Westport, Connecticut, Greenwood Press, 2006, ISBN 978-0-275-98953-8.
- William T. Horner, Ohio's Kingmaker: Mark Hanna, Man and Myth, Athens, Ohio, Ohio University Press, 2010, ISBN 978-0-8214-1894-9.
- A. Wesley Johns, The Man Who Shot McKinley, South Brunswick, New Jersey, A.S. Barnes, 1970, ISBN 978-0-498-07521-6.
- Margaret Leech, In the Days of McKinley, New York, Harper and Brothers, 1959, OCLC 456809.
- Richard L. McElroy, William McKinley and Our America: A Pictorial History, softcover, Canton, Ohio, Stark County Historical Society, 1996, ISBN 978-0-9634712-1-5.
- Scott Miller, The President and the Assassin, New York, Random House, 2011, ISBN 978-1-4000-6752-7.
- H. Wayne Morgan, William McKinley and His America, revised, Kent, Ohio, The Kent State University Press, 2003, ISBN 978-0-87338-765-1.
- Charles Olcott, William McKinley, vol. 2, Boston, Houghton Mifflin, 1916. URL consultato il 23 marzo 2012.
- Eric Rauchway, Murdering McKinley: The Making of Theodore Roosevelt's America, New York, Hill and Wang, 2004, ISBN 978-0-8090-1638-9.

### Altro
- Sidney Fine, Anarchism and the assassination of McKinley, in The American Historical Review, vol. 60, n. 4, Washington, D.C., American Historical Society, luglio 1955,  pp. 777-799, DOI:10.2307/1844919, JSTOR 1844919.
- LeRoy Parker, The trial of the anarchist murderer Czolgosz, in Yale Law Journal, vol. 11, n. 2, New Haven, Connecticut, Yale University, dicembre 1901,  pp. 80-94, DOI:10.2307/783764, JSTOR 783764.
- President at Buffalo, in The New York Times, 6 settembre 1901. URL consultato il 23 marzo 2012.
- President going to big show, in Philadelphia Record, 4 settembre 1901. URL consultato il 23 marzo 2012.
- An interview with the President's nurses, in The Trained Nurse and Hospital Review, vol. 27, n. 4, New York, American Nurses Association, ottobre 1901,  pp. 222-223. URL consultato il 13 marzo 2012.
- William McKinley: Autopsy Report, in DoctorZebra.com, 9 aprile 2009. URL consultato il 1º giugno 2012 (archiviato dall'url originale il 23 novembre 2010).